# Wszyscy kochają nasze miasto. Historia grunge’u z pierwszej ręki
Wszyscy kochają nasze miasto. Historia grunge’u z pierwszej ręki (oryg. Everybody Loves Our Town: An Oral History of Grunge) − książka autorstwa byłego dziennikarza magazynu muzycznego Blender Marka Yarma, wydana 13 marca 2012. Zawiera szczegółowy opis powstania, rozwoju jak i ewolucji subkultury zwanej popularnie „grunge”, powstałej w pierwszej połowie lat 80. w rejonie miasta Seattle. Łącznie książka liczy 592 strony. Tytuł książki wziął się z fragmentu tekstu utworu „Overblown” grupy muzycznej Mudhoney.
Polski przekład książki zatytułowany Wszyscy kochają nasze miasto. Historia grunge'u z pierwszej ręki ukazał się 22 listopada 2019 roku nakładem wydawnictwa Kagra.

## Treść
Książka autorstwa Yarma jest zbiorem ponad 250 wywiadów przeprowadzonych z członkami grup muzycznych takich jak 7 Year Bitch, Alice in Chains, Babes in Toyland, Candlebox, Green River, Hole, L7, Mad Season, Mother Love Bone, Mudhoney, Nirvana, Pearl Jam, Screaming Trees, Soundgarden, TAD, Temple of the Dog, The Melvins, U-Men oraz wielu innych. Ponadto w książce znajdują się nieopublikowane nigdy wcześniej fotografie, oraz opisane historie z różnego okresu ery subkultury grunge. W książce znajdują się wypowiedzi muzyków, producentów muzycznych, menadżerów, kadry kierowniczej, dyrektorów wytwórni fonograficznych, dziennikarzy, publicystów, właścicieli klubów oraz wielu innych osób, mających związek z motywem przewodnim książki. Książka opisuje w sposób szczegółowy cały proces powstania nurtu, od momentu wydania składanki Deep Six w 1986, na której znalazły się utwory takich grup jak Green River, Malfunkshun, Skin Yard, Soundgarden, Melvins, U-Men, aż po wielki sukces czterech głównych grup − Alice in Chains, Nirvany, Pearl Jam oraz Soundgarden. Ponadto książka opisuje powstanie wytwórni fonograficznej Sub Pop oraz śmierć Kurta Cobaina i Layne’a Staleya.
W książce znajduje się lista 15 wybranych i opisanych przez autora utworów:
- 7 Year Bitch − „Lorna”
- Alice in Chains − „Fear the Voices”
- Candlebox − „You”
- Green River − „Ain’t Nothing to Do”
- Mother Love Bone − „Crown of Thorns”
- Mudhoney − „Overblown”
- Mudhoney − „Touch Me I’m Sick”
- Nirvana − „Love Buzz”
- Pearl Jam − „Even Flow”
- Screaming Trees − „Nearly Lost You”
- Soundgarden − „Nothing to Say”
- TAD − „Jack”
- Temple of the Dog − „Hunger Strike”
- Melvins − „Sky Pup”
- U-Men − „They”